# Gyula Illyés
Gyula Illyés (ur. 2 listopada 1902 w Felső-Rácegrespuszta, zm. 15 kwietnia 1983 w Budapeszcie) – węgierski pisarz.

## Życiorys
Urodził się w rodzinie folwarcznej, należącej do klanu owczarzy. Był synem kowala dworskiego. Nauki pobierał w Budapeszcie i Paryżu. Popierał republikę Béli Kuna. Jeszcze przed złożeniem egzaminu dojrzałości związał się z lewicowym ruchem studenckim. W 1919 roku wziął udział w rewolucji węgierskiej. Od 1920 do 1926 przebywał na emigracji w Paryżu, gdzie studiował na Sorbonie, a jednocześnie zatrudniony był jako nauczyciel, introligator i górnik. W czasie II wojny światowej związany z gazetą „Nyugat”. Po wyzwoleniu Węgier został członkiem parlamentu z ramienia Narodowej Partii Chłopskiej. Z życia publicznego wycofał się po dojściu stalinistów do władzy. W swych utworach był rzecznikiem uciskanych chłopów.
Od 1969 roku Gyula Illyés pełnił funkcję wiceprezesa międzynarodowego Pen-Clubu.
W 1970 w serii Biblioteka Poetów Ludowej Spółdzielni Wydawniczej ukazał się wybór poezji Illyésa w tłumaczeniu Artura Międzyrzeckiego.
Był trzykrotnie laureatem nagrody państwowej im. Kossutha (1948, 1953, 1970), otrzymał także nagrodę poetycką VII Biennale Poezji w Knokke-le Zoute w 1965 r. oraz nagrodę im. Herdera (1970).

## Twórczość
- zbiory wierszy
- powieści, np. Obiad w pałacu, Lud Puszty
- proza eseistyczna W łodzi Charona
- dramaty
- eseje
- reportaże
- monografia Petöfi Sándor[4]